# ۳ روز با پدر
۳ روز با پدر (به انگلیسی: 3 Days with Dad) فیلمی محصول سال ۲۰۱۹ و به کارگردانی لری کلارک است. در این فیلم بازیگرانی همچون لری کلارک، تام آرنولد، جولی آن امری، جون گریس، جی. کی. سیمونز، لزلی ان وارن، برایان دنهی، ایمی لندکر، مایک اومالی و دیوید کوچنر ایفای نقش کرده‌اند.